# میامی بیچ (فلوریدا)
میامی بیچ (به انگلیسی: Miami Beach) شهری در شهرستان میامی-دید ایالت فلوریدا است که در سال ۱۹۱۵ بنیان‌گذاری شده‌است. این شهر طبق سرشماری سال ۲۰۱۰ میلادی، ۸۸٬۱۱۰ نفر جمعیت داشته و مساحت آن نیز ۴۸٫۵ کیلومتر مربع است.

## نگارخانه

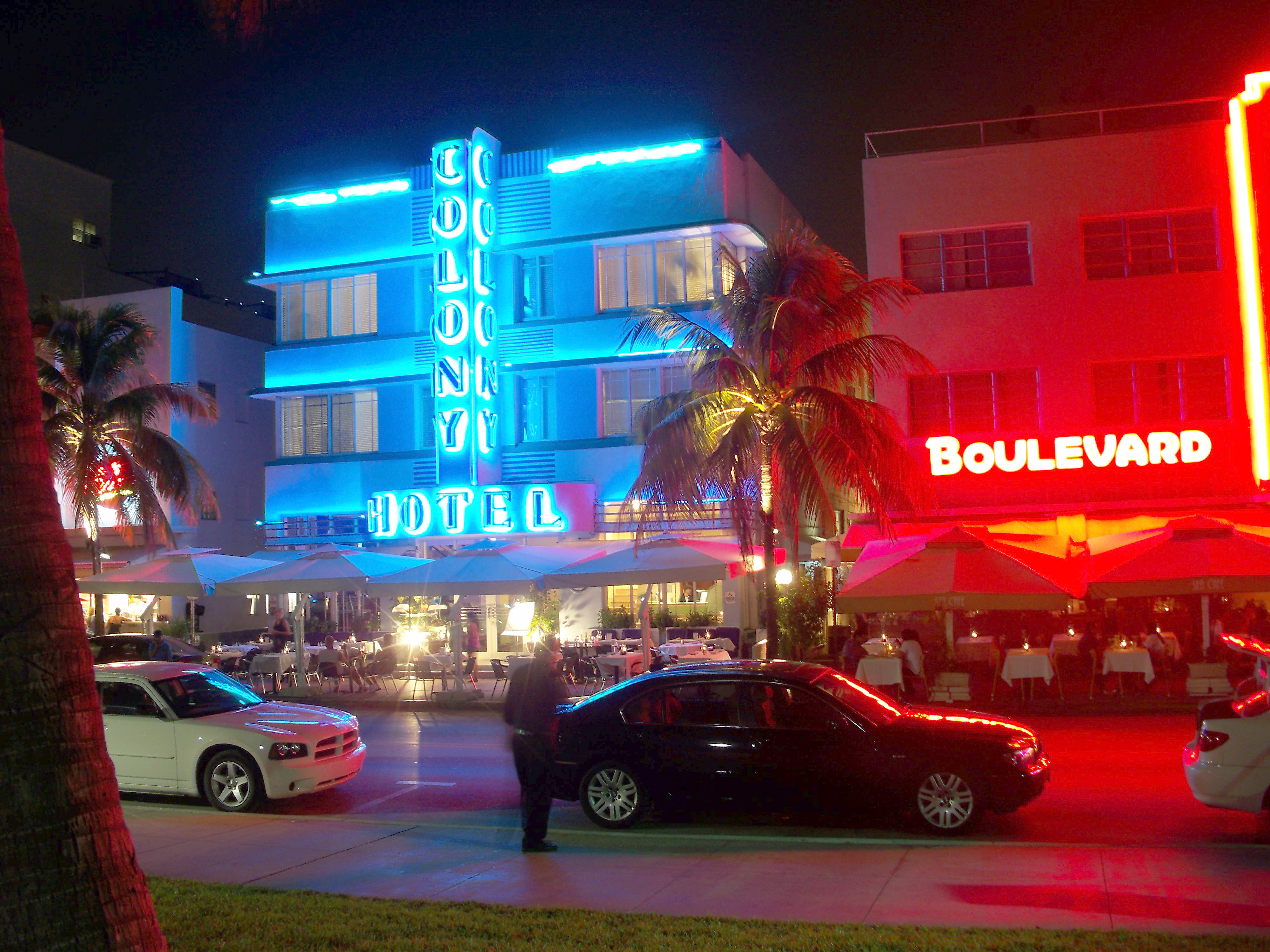
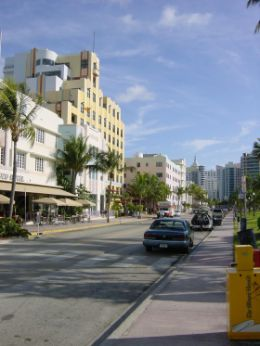
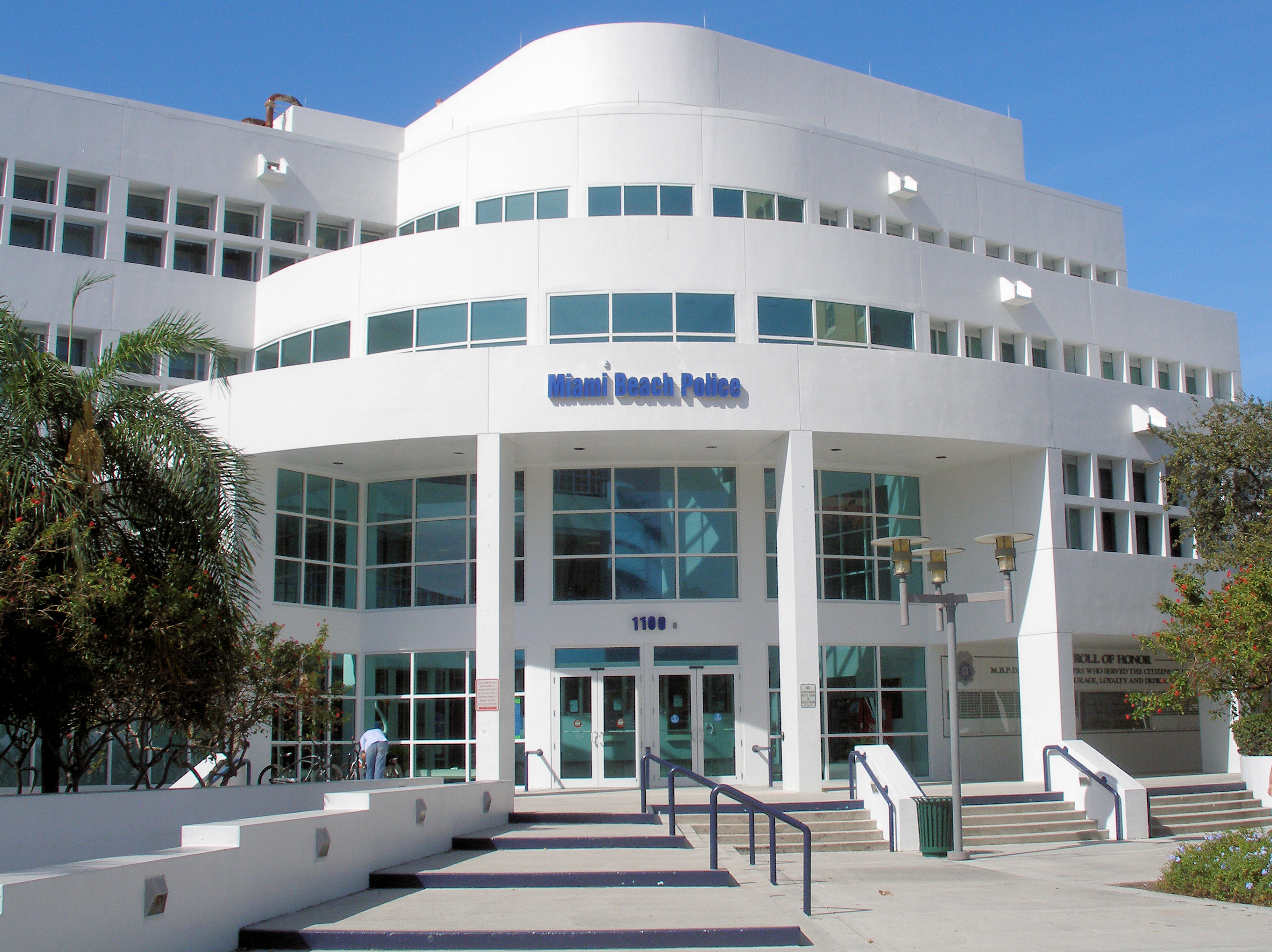
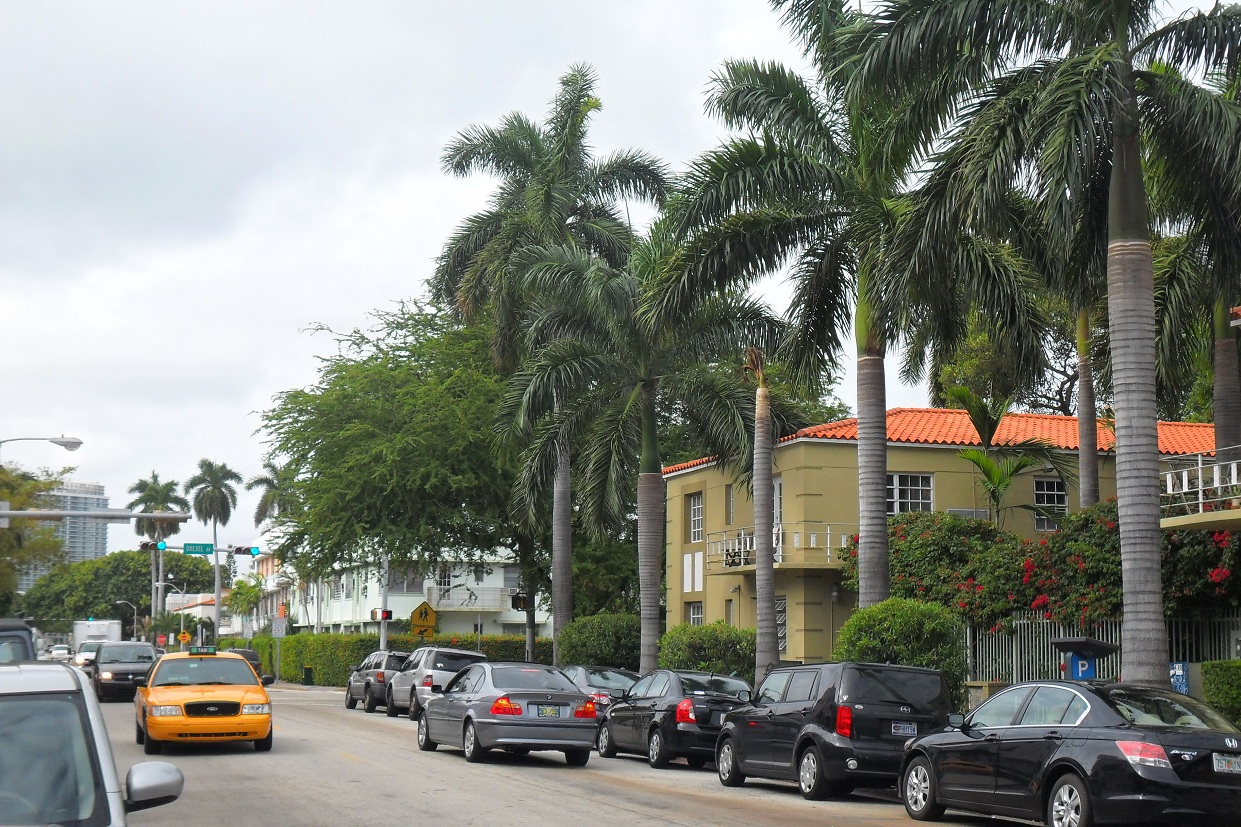